# Davert (Naturschutzgebiet, Coesfeld)
Das Naturschutzgebiet Davert liegt auf dem Gebiet der Gemeinden Ascheberg und Senden im Kreis Coesfeld in Nordrhein-Westfalen. 
Das etwa 704 ha große Gebiet, das im Jahr 2000 unter Naturschutz gestellt wurde, erstreckt sich nordwestlich des Kernortes Ascheberg und südöstlich des Kernortes Senden zu beiden Seiten der A 1. Der Dortmund-Ems-Kanal verläuft nordwestlich.
Das Naturschutzgebiet ist Teil des gleichnamigen EU-Vogelschutzgebiets „Davert“.